# Rugia
Rugia (niem. Rügen, wym. MAF: [ˈʁyːɡn̩], posłuchajⓘ, w dialekcie rugijskim Rȯjana, Rāna; pol. hist. także Roja, Ruja, Rujana) – największa wyspa Niemiec oraz Pomorza położona w południowo-zachodniej części Bałtyku. Administracyjnie w całości należy do powiatu Vorpommern-Rügen.

## Geografia
Powierzchnia wyspy wynosi 926 km², najwyższy punkt (161 m n.p.m.) to Piekberg na półwyspie Jasmund. Rugia jest silnie rozczłonkowana licznymi zatokami (największa i najgłębiej wcięta Jasmundzka na północy wyspy oraz Tromper Wiek), półwyspami (największe: Jasmund, Wittow na północy oraz Zudar i Mönchgut na południu), wysepkami (m.in. Hiddensee, Ummanz), a od lądu jest oddzielona wąską cieśniną Strelasund (t. Strela), nad którą przerzucono drogowo-kolejową przeprawę mostową Strelasundquerung. Obecnie obok niego wybudowany jest nowy most autostradowy. Na Rugii znajdują się liczne miejscowości wypoczynkowe i uzdrowiskowe. Najliczniejszym miastem wyspy jest leżące na północno-wschodnim wybrzeżu, nad zatoką Prorer Wiek, Sassnitz. Kilka kilometrów na południe od miasta, w Neu Mukran, znajduje się terminal promowy, zapewniający połączenie morskie z krajami skandynawskimi.
Na północ od Sassnitz, na kredowym półwyspie Jasmund zlokalizowany jest Park Narodowy Jasmund z klifowymi formacjami skalnymi, m.in. Wissower Klinken,  i centrum wystawowo-edukacyjnym Königsstuhl.
Liczne zatoki zachodniej części wyspy wraz z pasem wybrzeża, łącznie z sąsiednią wyspą Hiddensee i leżącym na stałym lądzie (powiat Vorpommern-Rügen) półwyspem Darß, wchodzą w skład kolejnego parku narodowego – „Vorpommersche Boddenlandschaft”.

Kolejnym obszarem chronionym na Rugii jest Park Natury Rügen (zob. EUROPARC Deutschland), rozciągający się na większości obszaru wyspy z wyłączeniem niewielkiej części jej wnętrza oraz południowo-wschodniego półwyspu Mönchgut, na którym to (i na wyspie Vilm) wytyczono rezerwat biosfery Südost-Rügen.

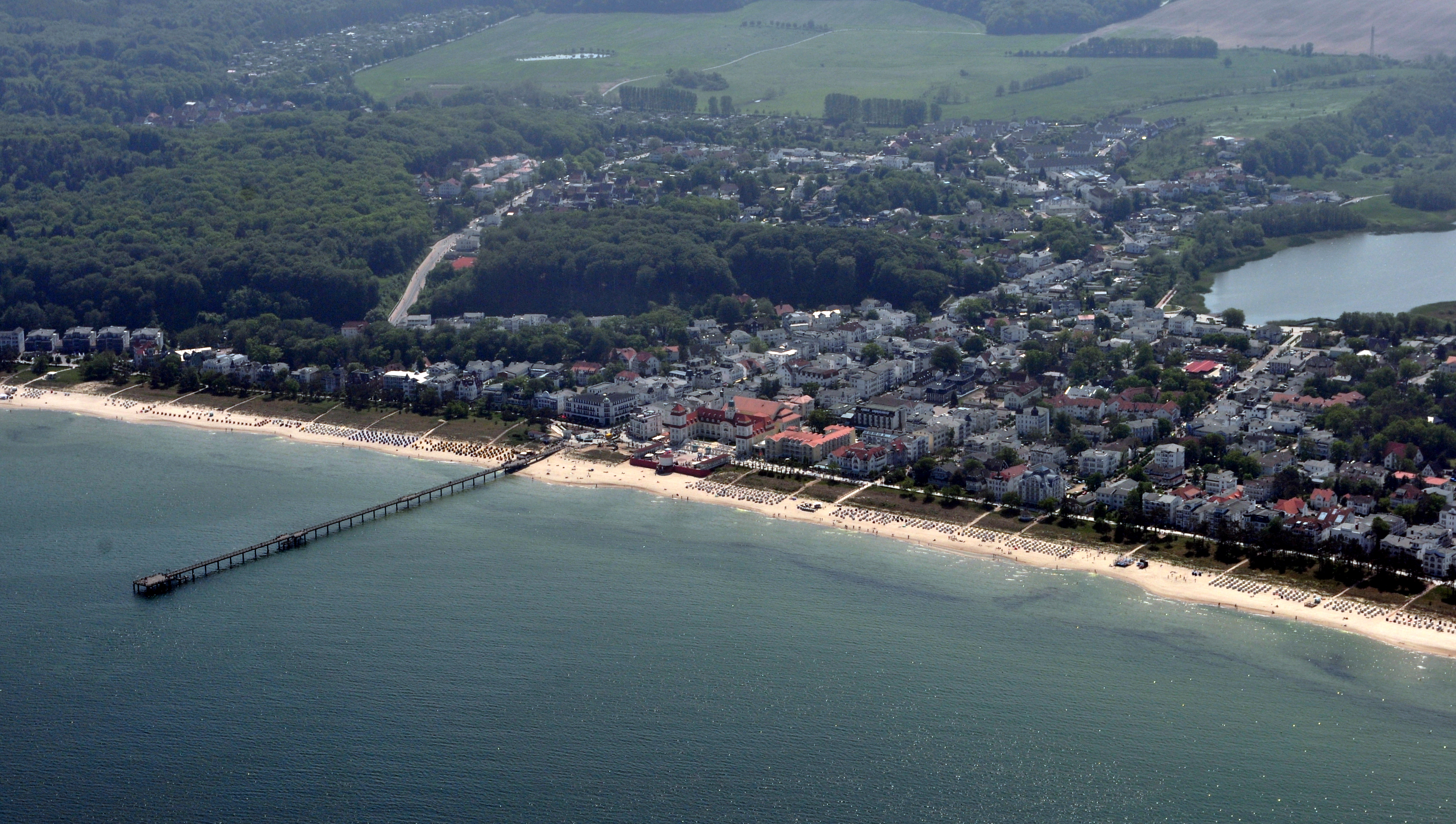
Binz
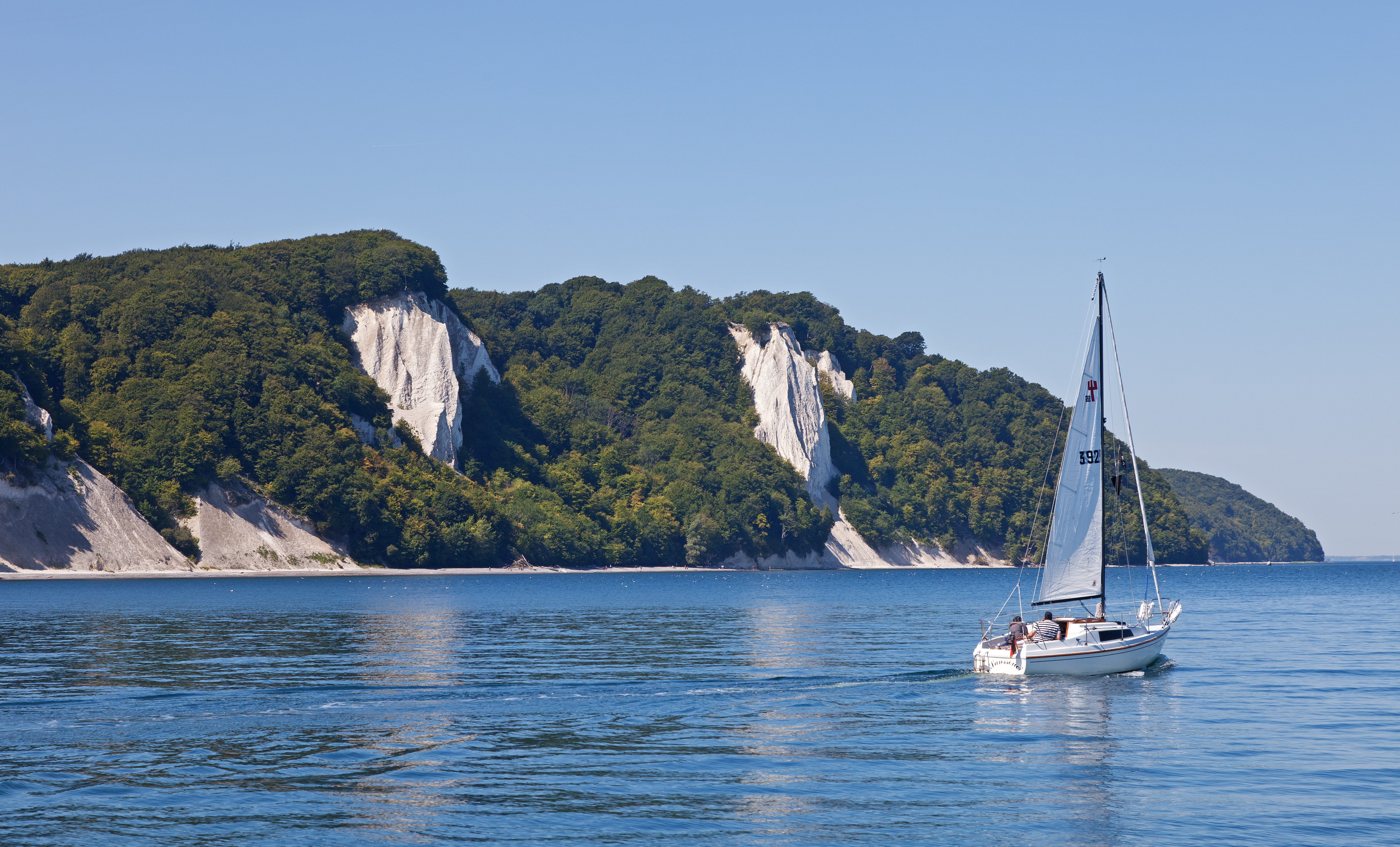
Park Narodowy Jasmund

## Historia
W I w. n.e. wyspa była zasiedlona przez germańskie plemię Rugiów.

### Pod rządami słowiańskich Ranów, wpływy polskie

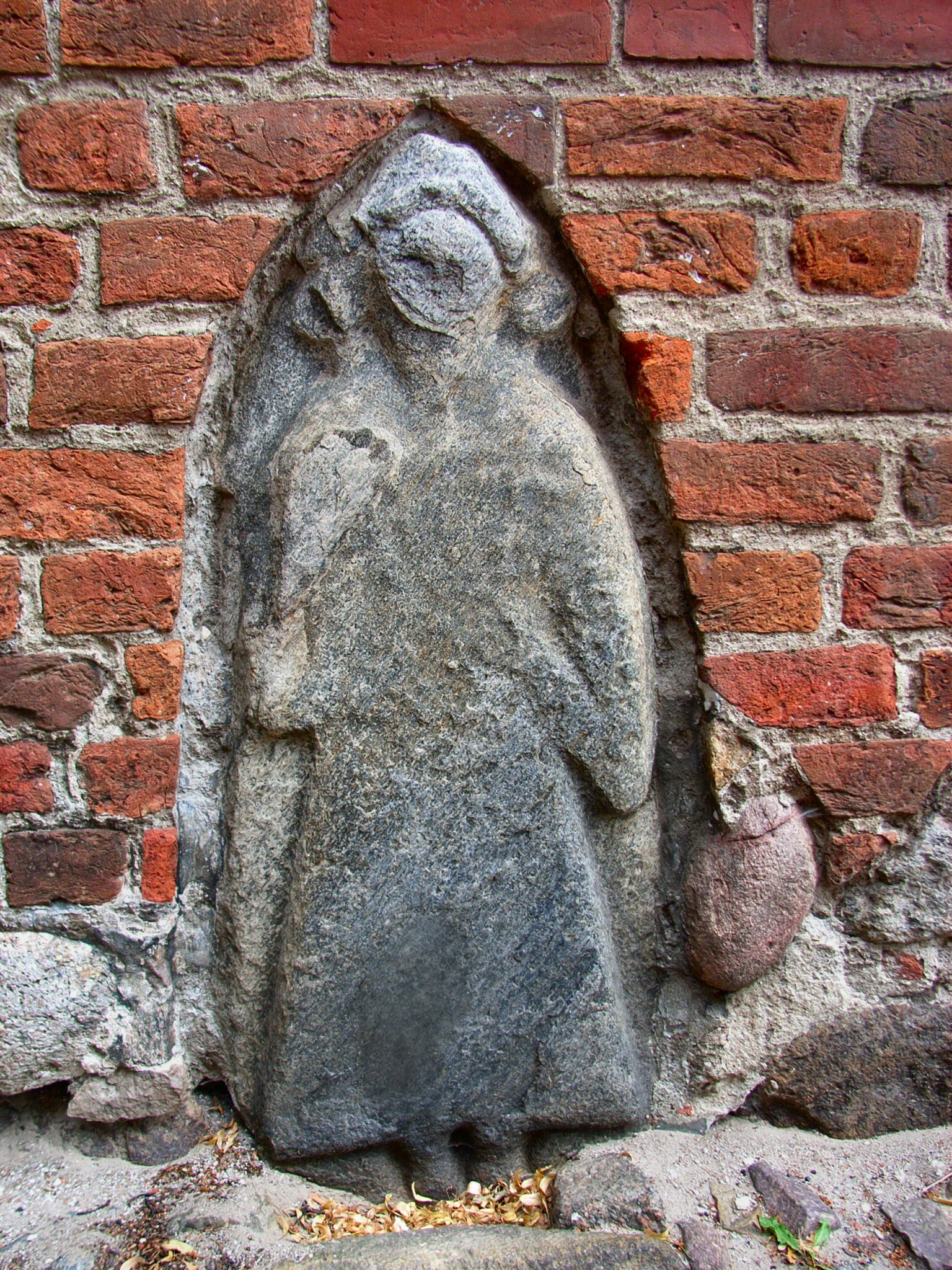
Słowiańska rzeźba w ścianie kościoła w Bergen (Górze)

Począwszy od VII wieku wyspę zamieszkiwało zachodniosłowiańskie plemię Ranów, z ośrodkiem religijnym w Arkonie na północnym półwyspie Wittow oraz świeckim w Gardźcu Rugijskim (niem. Garz) na południu wyspy (ogółem znajdowało się tu ponad dwadzieścia grodów i osad wczesnosłowiańskich). Podstawą silnej pozycji militarnej Ranów była ich flota i dogodne położenie geograficzne. W trójkącie Barth-Jasmund-Gristow zbudowano liczne grody plemienne, które wzmacniały obronę wyspy. Arkona, gród-świątynia poświęcona bogu Świętowitowi, zyskała znaczenie daleko poza granicami Rugii, a po upadku Radogoszczy (Retry) stała się głównym sanktuarium wszystkich pogańskich północno-zachodnich Słowian. Ważnym świeckim ośrodkiem państewka Ranów był gród Charenza, a głównym ośrodkiem handlowym był Ralswiek w najbardziej wysuniętym na południe punkcie Wielkiej Zatoki Jasmunderskiej. W roku 1130 wyspa została opanowana przez Bolesława Krzywoustego, który posiłkował się flotą pożyczoną od księcia duńskiego Magnusa. Do bitwy morskiej połączonej z planowanym desantem nie doszło, ponieważ Ranowie bez walki uznali zwierzchnictwo księcia Bolesława. W 1135 polskie władztwo na Rugii uznał w Merseburgu cesarz rzymski Lotar III.

### Księstwo rugijskie – lenno Danii

Herb księstwa rugijskiego

Dania, która w tym czasie odnosiła duże sukcesy w Wielkiej Brytanii i Skandynawii, aż do XII wieku nie była w stanie skutecznie stawić czoła Ranom i chronić swojego wybrzeża przed ich najazdami. Śmierć księcia Niklota w 1130 roku pozbawiła Ranów potężnego sprzymierzeńca. W 1160 roku król Danii Waldemar I Wielki i biskup Absalon rozpoczęli 8-letnią krucjatę w celu podbicia i chrystianizacji wyspy. Początkowo Ranowie przyjęli zwierzchnictwo króla Danii Waldemara, ale niedługo potem przy pomocy Sasów je zrzucili. W 1168 Waldemar i Absalon podjęli wielką wyprawę i zdobyli Arkonę ze słynną świątynią Świętowita, co doprowadziło do kapitulacji księcia Ciesława pod głównym grodem Charenza, który poddano bez walki. W wyniku tego Duńczycy zniszczyli trzy świątynie słowiańskie w Charenzie, a przywódcy i możni Ranów złożyli królowi Danii hołd lenny, co stało się początkiem Księstwa Rugijskiego z własną dynastią zapoczątkowaną przez księcia Jaromara I, obejmującego także część terytoriów na stałym lądzie, naprzeciw wyspy.
W celu chrystianizacji wyspy Jaromar I nakazał w 1180 roku budowę kościoła w Górze, a Duńczycy niedaleko niego osiedlili cystersów w 1193 roku. W tym okresie na wyspę napłynęła duża liczba niemieckojęzycznych kolonistów, wypierając ludy słowiańskie. Ostatnia wzmianka o Słowianach połabskich pochodzi z 1404 roku, gdy wedle zapisu kronikarza zmarła ostatnia kobieta mówiąca językiem Ranów. Najprawdopodobniej język ten w odosobnionych wsiach przetrwał do XVI–XVII wieku.
Wyspa Rugia była lennem Danii do śmierci księcia Wisława III w 1325 roku.

### Pod rządami pomorskich Gryfitów
Na mocy układu ostatniego księcia rugijskiego Wisława III z księciem pomorskim Warcisławem IV przeszła na ponad 320 lat pod władzę książąt pomorskich z dynastii Gryfitów, choć jeszcze do 1354 wyspa była przedmiotem wojen pomorsko-meklemburskich. 

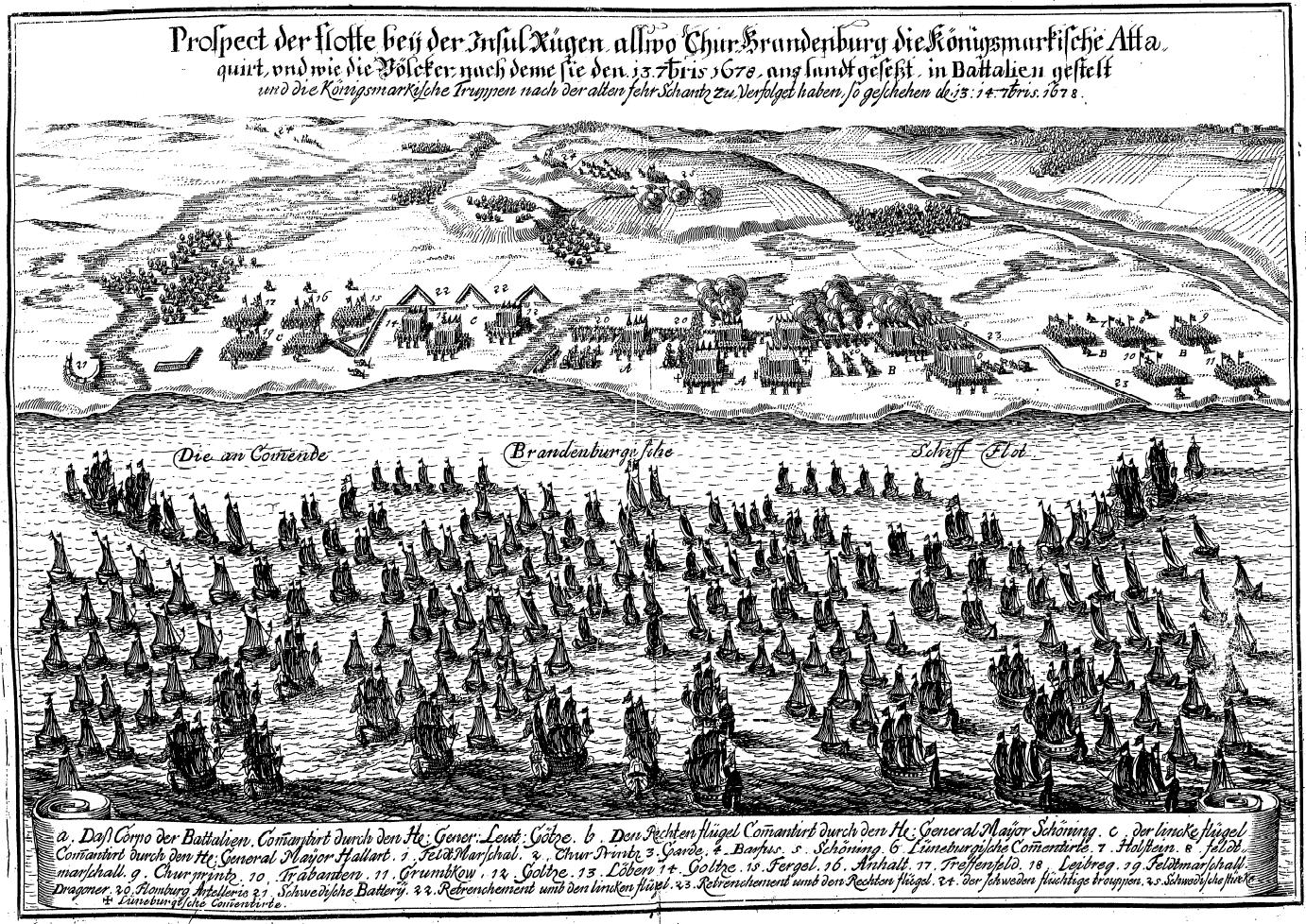
Inwazja Rugii w 1678

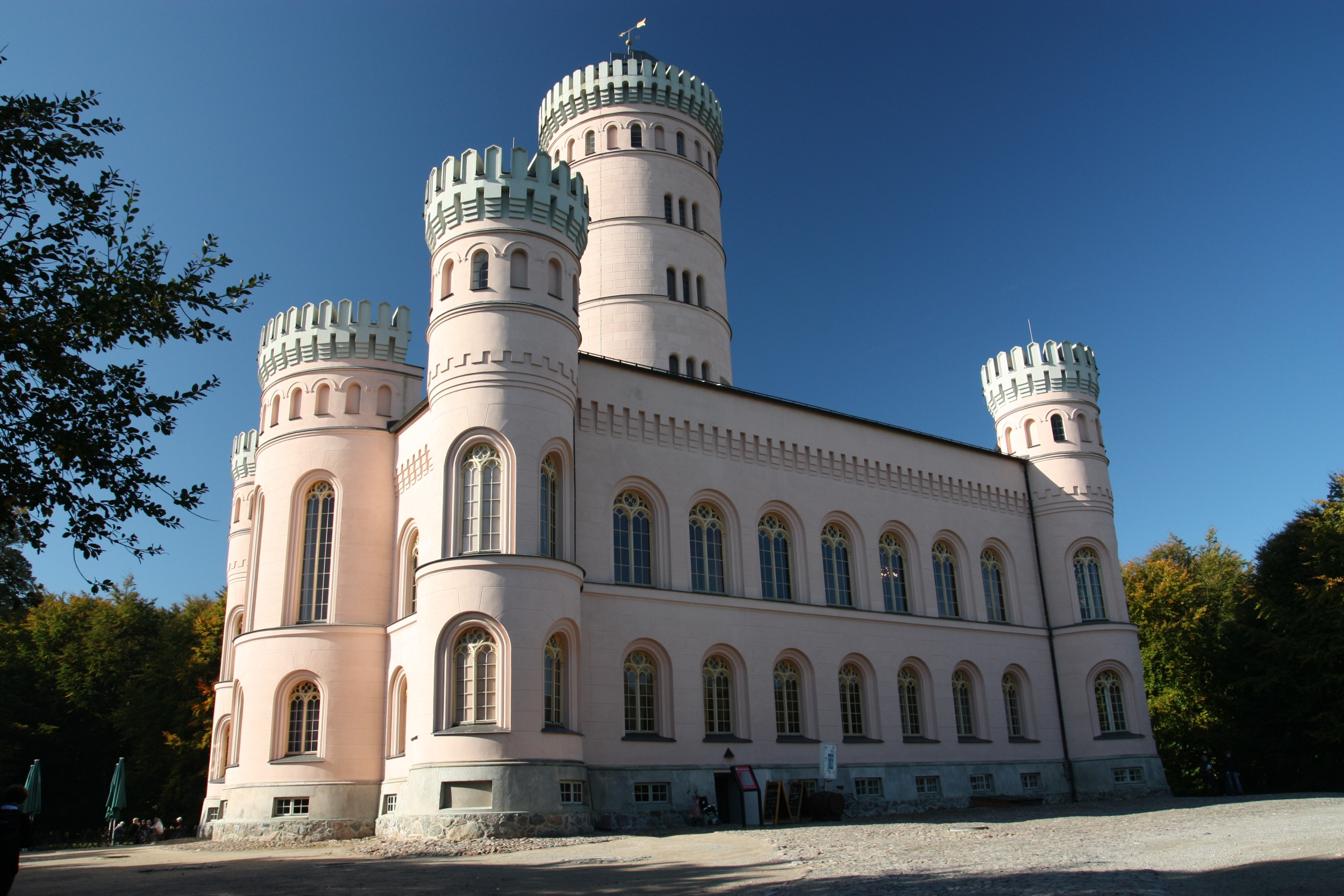
Pałac Granitz koło Binz

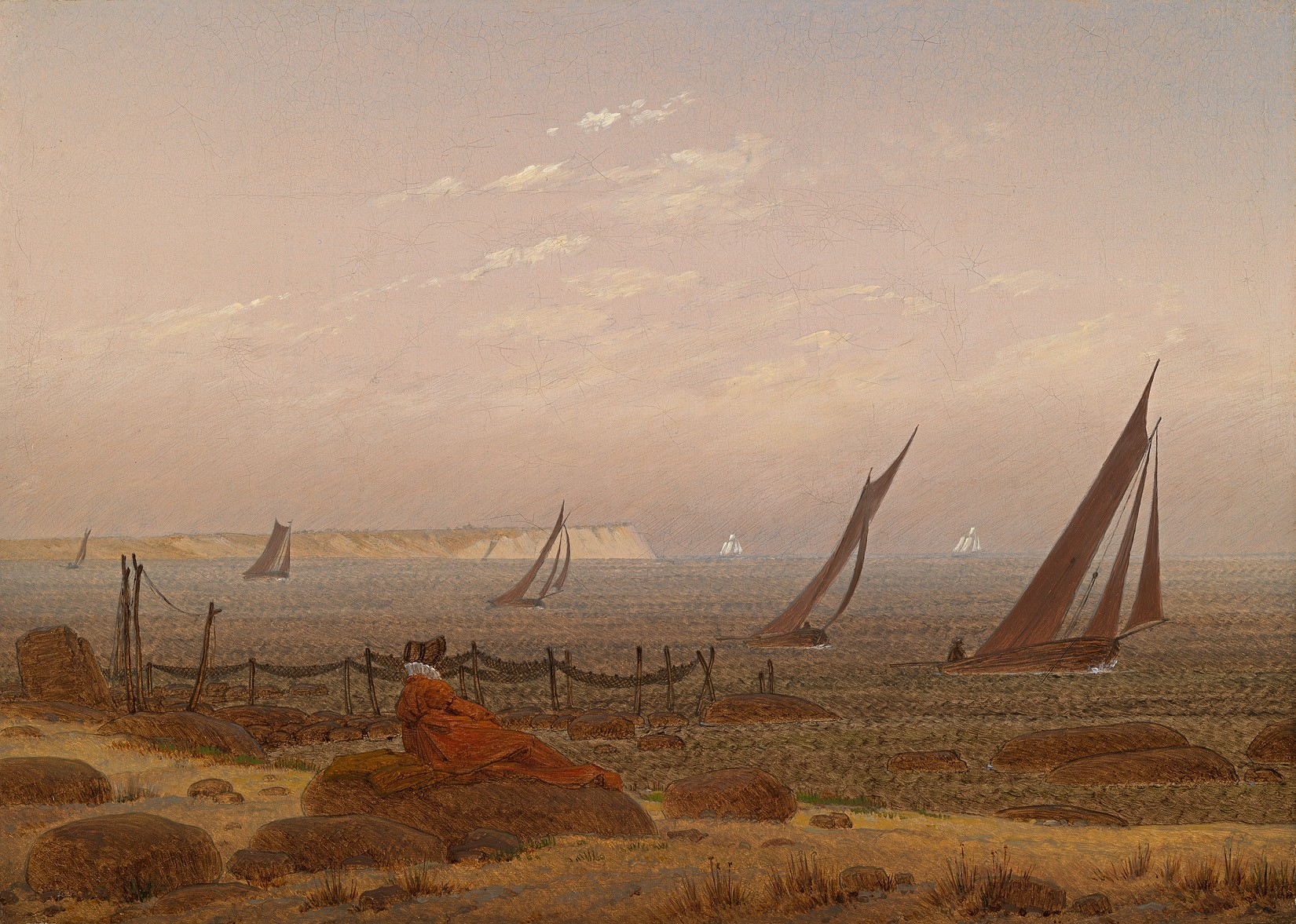
Kobieta na plaży,
Caspar David Friedrich (1818)

Rugia od 1474 wchodziła w skład Księstwa wołogoskiego (zob. Wolgast), które w 1478 roku Bogusław X zjednoczył z księstwem pomorskim.

### Pod rządami Szwecji
Po zawarciu traktatu westfalskiego w 1648 roku Pomorze Zachodnie zostało podzielone i Rugia, razem z Pomorzem Przednim, została na niemal 170 lat włączona do Szwecji, tworząc Pomorze Szwedzkie, z wyjątkiem okresów okupacji: duńskiej w l. 1678–1679 i francuskiej w l. 1807–1813.

### Pod rządami Prus i Niemiec
Na mocy traktatu kilońskiego w 1814 Rugia miała przejść ponownie pod panowanie duńskie, jednakże w 1815 roku została przejęta przez Królestwo Prus na mocy postanowień kongresu wiedeńskiego, a następnie w 1871 roku weszła w skład Cesarstwa Niemieckiego. 4 maja 1945 Rugię bez walki zajęły oddziały Armii Czerwonej, dzięki czemu wyspa uniknęła zniszczeń. W latach 1949–1990 była częścią NRD. Obecnie wchodzi w skład kraju związkowego Meklemburgia-Pomorze Przednie.

## Pozostałe informacje
Na Rugii znajdowało się ostatnie pogańskie sanktuarium w zachodniej Europie. Była to świątynia Świętowita, spalona z rozkazu duńskiego króla Waldemara I 12 czerwca 1168 roku.

## Gospodarka
Ludność wyspy zajmuje się hodowlą bydła oraz uprawą zbóż, ziemniaków i buraków cukrowych. Ponadto na wyspie rozwinęło się rybołówstwo oraz wydobycie i przetwórstwem kredy. Dobrze rozwinięty przemysł spożywczy oraz materiałów budowlanych.